# Bjelavići
Bjelavići su naseljeno mjesto u općini Kakanj, Federacija Bosne i Hercegovine, BiH.

## Povijest
Prije popisa 1991. godine iz sastava Bjelavića izdvojeno je samostalno naseljeno mjesto Podbjelavići.
Tijekom bošnjačko-hrvatskog sukoba, poslije sloma slabo naoružanih i izoliranih mjesnih hrvatskih snaga 13. lipnja 1993. pripadnici Armije BiH opljačkali su i uništili područnu katoličku crkvu sv. Marka, a Hrvate katolike protjerali.

## Stanovništvo

### Popisi 1971. – 1991.
| Bjelavići          |              |                |              |
| godina popisa      | 1991.        | 1981.          | 1971.        |
| Hrvati             | 688 (95,02%) | 1.117 (80,76%) | 998 (81,27%) |
| Srbi               | 1 (0,13%)    | 22 (1,59%)     | 35 (2,85%)   |
| Muslimani          | 0            | 193 (13,95%)   | 188 (15,30%) |
| Jugoslaveni        | 5 (0,69%)    | 40 (2,89%)     | 2 (0,16%)    |
| ostali i nepoznato | 30 (4,14%)   | 11 (0,79%)     | 5 (0,40%)    |
| ukupno             | 724          | 1.383          | 1.228        |

### Popis 2013.
| Bjelavići          |             |
| godina popisa      | 2013.       |
| Hrvati             | 92 (91,09%) |
| Bošnjaci           | 3 (2,97%)   |
| Srbi               | 0           |
| ostali i nepoznato | 6 (5,94%)   |
| ukupno             | 101         |